# Rebenhäuschen

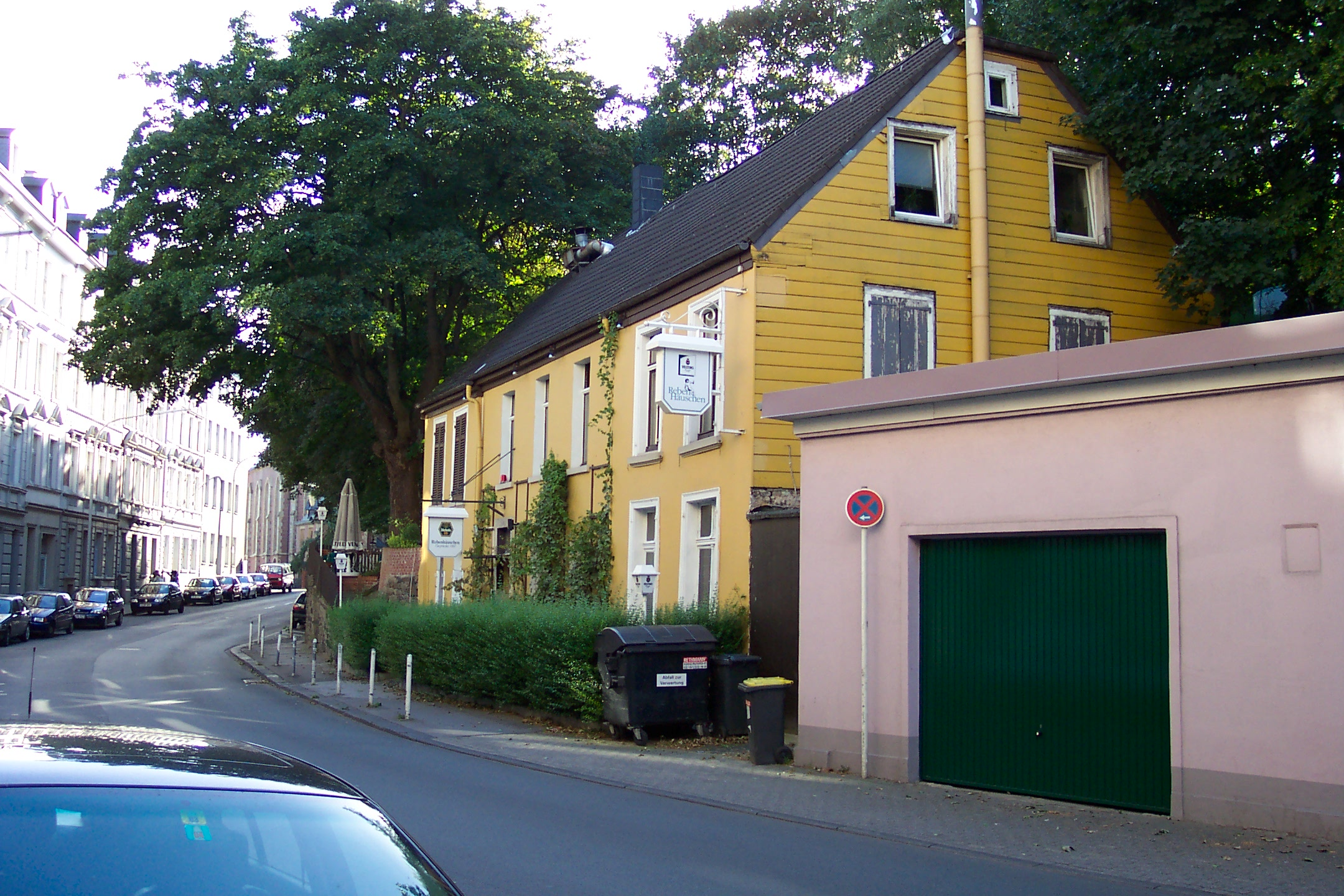
Gaststätte „Rebenhäuschen“ (2004)

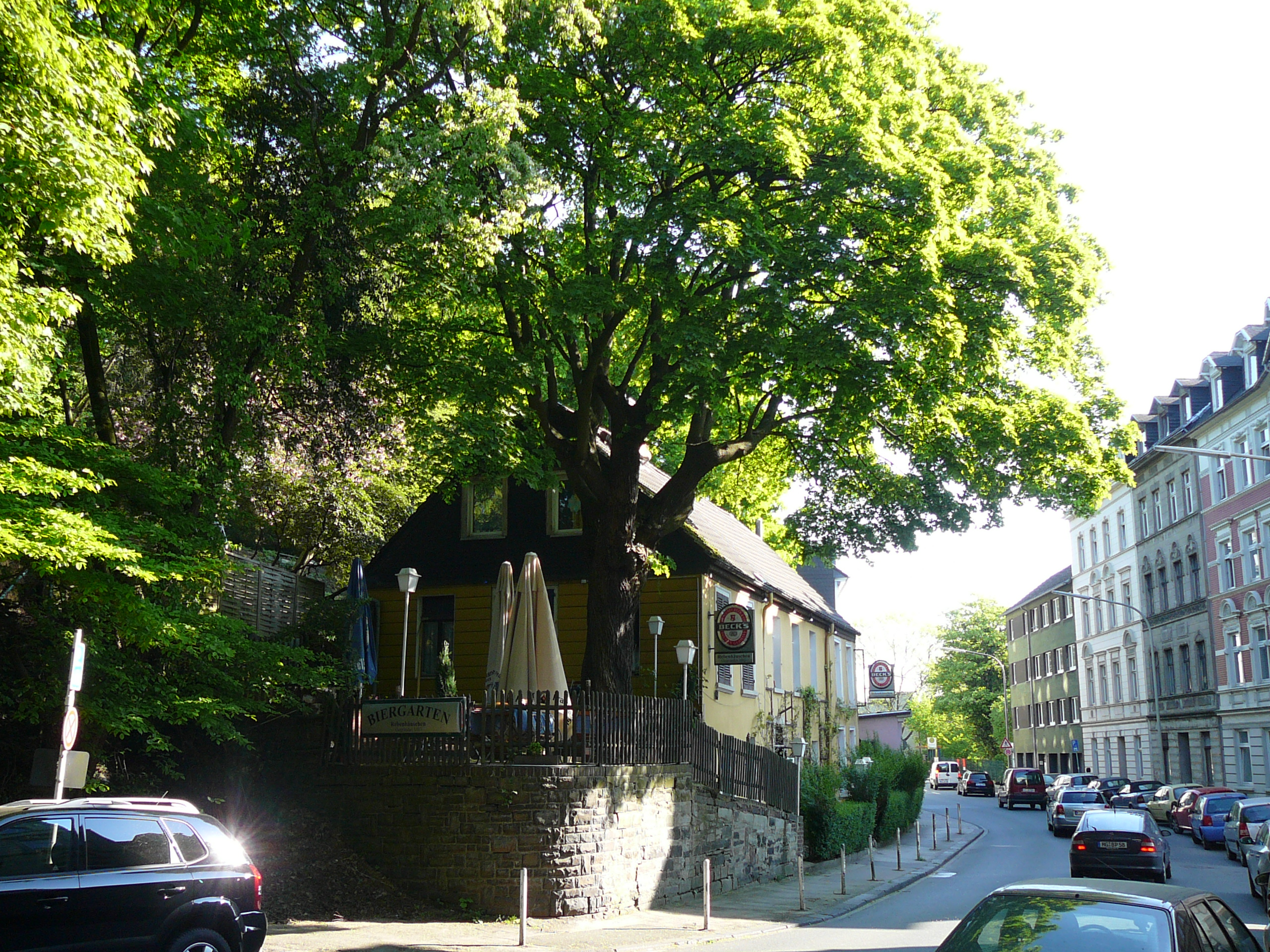
Westliche Seite (2009)

Die 2010 abgerissene Gaststätte Rebenhäuschen (Hausanschrift Nützenberger Straße 94) war eines der ältesten Gebäude auf dem Nützenberg im Wuppertaler Stadtbezirk Elberfeld-West und stand als Baudenkmal unter Denkmalschutz.
Das zur Straße hin zweigeschossige Wohnhaus mit einem Gastronomiebetrieb, das unter dem Namen Rebenhäuschen bekannt war, war in den Hang hineingebaut, so ist es auf der rückwärtigen Seite nur eingeschossig ausgeführt. Das Satteldach war ausgebaut und an den Giebelseiten leicht abgewalmt. Die Fassade zur Schauseite hin war glatt verputzt, die Giebelseiten waren mit horizontalen Holzbrettern verkleidet. Die straßenseitige Hausfront war siebenachsig angelegt. Auf der westlichen Giebelseite war im Hang ein durch Bäumen beschatteter kleiner Bereich für eine Außengastronomie eingerichtet.

## Geschichte
Das Gebäude wurde laut der Unteren Denkmalbehörde zwischen 1820 und 1849 errichtet. Nach einer anderen Quelle ist es rund 300 Jahre alt und war ursprünglich ein Zollhaus auf der alten Nützenberger Straße, die wahrscheinlich der Weg einer alten Altstraße Neuss–Herdecke war. Das Ausflugslokal geht auf eine Gründung von 1887 zurück.
Am 2. August 1993 wurde das Gebäude in die Denkmalliste der Stadt Wuppertal eingetragen.
In den frühen Morgenstunden des 22. August 2009 brannte der Dachstuhl des Gebäudes aus. Nach ersten Angaben wird der Brandschaden auf 250.000 Euro beziffert. Es war zunächst nicht sicher ob das Gebäude gerettet werden kann, aufgrund der ersten Einschätzung bestand Einsturzgefahr und das Gebäude wurde abgesperrt. Die Klärung der Brandursache durch die Kripo musste nach sieben Wochen abgebrochen werden. Das Ermittlungsverfahren wurde im Oktober erfolglos eingestellt, es ergaben sich aber keine Anzeichen auf eine vorsätzliche Brandstiftung. Der Rebenhäuschen-Pächter war aber damals noch gewillt das Haus, unter Berücksichtigung der Umstände des Denkmalschutzes, wieder aufzubauen. Zeitweise wurde das Haus mit dem zerstörten Dachstuhl durch ein Notdach vor der Witterung geschützt.
Im September 2010 wurde das Gebäude vollständig niedergelegt, eine nachfolgende Nutzung des Grundstückes ist vorerst nicht vorgesehen.